# KOICHI DOMOTO 「Endless SHOCK」Original Sound Track 2
『KOICHI DOMOTO ｢Endless SHOCK｣ Original Sound Track 2』（コウイチ・ドウモト エンドレス・ショック オリジナル・サウンドトラック 2）は、2017年4月19日にリリースされた堂本光一のアルバムで、自身が座長を務める舞台、『Endless SHOCK』の2枚目のサウンドトラック。発売元はジャニーズ・エンタテイメント。

## 解説
『KOICHI DOMOTO Endless SHOCK Original Sound Track』から11年ぶりとなる、舞台『Endless SHOCK』のサウンドトラックで初回盤と通常盤の2種類が発売された。
今作は光一に加え、植草克秀、屋良朝幸、内博貴、ふぉ〜ゆ〜をはじめ、歴代のオーナー役、リカ役などの出演者達がレコーディングに参加した。
初回盤は三方背仕様のパッケージで、36Pにもおよぶブックレットが同封されており、さらに初回特典映像として2005年から2016年までの公演の劇中映像を楽曲｢CONTINUE｣に合わせて編集したダイジェスト映像と、光一のインタビューが収録されている。通常盤は初回盤未収録のボーナストラック「Missing Heart」、「合戦2」、「Don't Look Back 〜戻れない日々」の3曲を収録。また、28Pのブックレットも同封されている。
2025年4月1日よりサブスクおよびダウンロード配信された。なお、1曲目は「Overture 2018〜2024」として最新音源に差し替えられ、"Evolved Edition"として配信されている。

## 収録曲
1 - 14曲目までは全て共通。15 - 17曲目は通常盤のみ収録。クレジット出典
1. Overture 2009〜20XX（Instrumental）［3:00］
作曲：佐藤泰将（大桜）、堂本光一（So Feel It Coming）、船山基紀（It's A Wonderful Day） / 編曲：船山基紀
「大桜」、「So Feel It Coming」、「It's A Wonderful Day」のメドレー。
2. CONTINUE -prologue-［3:15］ - 堂本光一、屋良朝幸、前田美波里、小南満佑子、福田悠太、松崎祐介、アンサンブル
作詞：久保田洋司 / 作曲：堂本光一 / 編曲：船山基紀
3. Yes, My Dream［3:06］ - 堂本光一、内博貴、植草克秀、佐藤めぐみ、辰巳雄大、越岡裕貴、アンサンブル
作詞：堂本光一 / 作曲：中條美沙 / 編曲：長岡成貢
4. ONE DAY［5:36］ - 堂本光一、神田沙也加、内博貴、辰巳雄大、越岡裕貴
作詞：白井裕紀 / 作曲・編曲：佐藤泰将
5. It's A Wonderful Day［6:11］ - 堂本光一、内博貴、サントス・アンナ、福田悠太、松崎祐介、アンサンブル
作詞：久保田洋司（It's A Wonderful Day、CONTINUE）、3+3（So Feel It Coming） / 作曲：船山基紀（It's A Wonderful Day）、堂本光一（So Feel It Coming） / 編曲：船山基紀
この曲の歌詞には「CONTINUE」と「So Feel It Coming」の歌詞も含まれている。
6. Dancing On Broadway［3:06］ - 堂本光一、屋良朝幸、宮澤エマ、辰巳雄大、越岡裕貴、アンサンブル
作詞：長谷川雅大 / 作曲・編曲：佐藤泰将
7. SOLITARY［4:31］ - 堂本光一
作詞：白井裕紀、新美香 / 作曲：Freakchild、Alexandra Prinz / 編曲：石塚知生
堂本光一のアルバム『BPM』にも収録されている。
8. Dead or Alive［3:25］ - 堂本光一
作詞：Komei Kobayashi / 作曲・編曲：Paul Rein、Marie Rein
9. New York Dream［2:24］ - 堂本光一、前田美波里、福田悠太、松崎祐介
作詞：EMI K.Lynn / 作曲・編曲：Niclas Lundin、Freja Blomberg、Maria Marcus
10. Higher［5:22］ - 堂本光一、内博貴
作詞：白井裕紀、新美香 / 作曲：川田瑠夏、船山基紀 / 編曲：船山基紀、中西裕之
11. ONE DAY -reprise-［2:15］ - 堂本光一、屋良朝幸、植草克秀、神田沙也加、福田悠太、辰巳雄大
作詞：白井裕紀 / 作曲・編曲：佐藤泰将
12. MUGEN（夢幻）（Instrumental）［4:07］
作曲：MAMA / 編曲：MAMA、牧戸太郎
（太鼓演奏）石川直、日野一輝
13. 夜の海［4:53］ - 堂本光一
作詞：白井裕紀、新美香 / 作曲：堂本光一 / 編曲：ha-j、吉岡たく
前述の『KOICHI DOMOTO Endless SHOCK Original Sound Track』にも収録されている。
14. CONTINUE［5:46］ - 堂本光一、屋良朝幸、森公美子、小南満佑子、福田悠太、松崎祐介、アンサンブル
作詞：久保田洋司（CONTINUE、NEW HORIZON）、白井裕紀（ONE DAY）、堂本光一（Yes, My Dream）、EMI K.Lynn（New York Dream）、3+3（So Feel It Coming） / 作曲：堂本光一（CONTINUE、So Feel It Coming）、佐藤泰将（ONE DAY）、飯田建彦（NEW HORIZON）、中條美沙（Yes, My Dream）、Niclas Lundin、Freja Blomberg、Maria Marcus（New York Dream） / 編曲：佐藤泰将
この曲は歌詞中に「NEW HORIZON」、「ONE DAY」、「Yes, My Dream」、「New York Dream」、「So Feel It Coming」などの楽曲の歌詞が含まれている。
また前作のサウンドトラックにもバージョン違いの「CONTINUE」が収録されている。
15. Missing Heart［1:20］ - 堂本光一、屋良朝幸
作詞：長谷川雅大/ 作曲：堂本光一/ 編曲：佐藤泰将
16. 合戦2（Instrumental）［3:28］
作曲・編曲：佐藤泰将
『KOICHI DOMOTO Endless SHOCK Original Sound Track』に「合戦」が収録されている。
17. Don't Look Back 〜戻れない日々［3:54］ - 堂本光一、内博貴、前田美波里
作詞：白井裕紀、新美香 / 作曲：堂本光一 / 編曲：佐藤泰将
堂本光一のアルバム『mirror』に歌詞違いの「追憶の雨」という曲が収録されている。

## 参加アーティスト
- 堂本光一[6]
- 屋良朝幸[6]
- 内博貴[6]
- ふぉ〜ゆ〜[6]
- 植草克秀[6]
- 前田美波里[6]
- 森公美子[6]
- 佐藤めぐみ[6]
- 神田沙也加[6]
- サントス・アンナ[6]
- 宮澤エマ[6]
- 小南満佑子[6]
- 石川直
- 日野一輝

## チャート成績
オリコンでは初週7.6万枚を売り上げ、「オリコン週間アルバムランキング」に初登場で首位を獲得。前作から2作連続の1位となった。